# 朝鮮民主主義人民共和国の大量破壊兵器
朝鮮民主主義人民共和国の大量破壊兵器（ちょうせんみんしゅしゅぎじんみんきょうわこくのたいりょうはかいへいき）では、朝鮮民主主義人民共和国が所持する（と言われているものを含む）大量破壊兵器について記載する。

## 概論
朝鮮民主主義人民共和国は、核兵器の所有を主張している。また、 CIAも朝鮮民主主義人民共和国が化学兵器の相当数の保有量を持っていると分析している。朝鮮民主主義人民共和国は核拡散防止条約の加盟国であった。しかし、アメリカ合衆国と1994年に2国間で署名した米国と朝鮮民主主義人民共和国間の合意枠組み（米朝枠組み合意）の履行完了の失敗を理由として、2003年に脱退した。2006年10月9日に、朝鮮民主主義人民共和国の政府は、成功裏に初めて核実験を行ったことを発表した。アメリカ地質調査所および日本の気象庁の両方とも、朝鮮民主主義人民共和国で余震を伴った推定マグニチュード4.2の地震が起こったことを検知し、同国の主張についてある面の確証を得た。

## 生物・化学兵器
朝鮮民主主義人民共和国は、1987年に生物兵器禁止条約・1989年1月4日にジュネーヴ議定書に同意したが、化学兵器禁止条約には署名しておらず、1960年から増強が続けられてきた化学兵器保有量は、2014年までには米ロに次ぐ世界第3位となったと見られている。保有量はVXガスやサリンを含む16種類の神経ガスなど2500トンから5000トンであり、清津市や新義州市に化学兵器製造工場があるとされる。
ベルギーのシンクタンクである国際危機グループは、北朝鮮はマスタード・ガスやホスゲン、血液ガス、サリン、タブンなどを保有すると指摘している。1950年代にタブンとマスタードガスを生産するのに必要な技術を得たとも報道されている。
2001年には中国人民解放軍瀋陽軍区の極秘調査報告から、コレラ、炭疽菌、発疹チフスなど約15種類の細菌類を年間約1トン以上も生産・保管できる能力があることが確認されている。韓国の政府系シンクタンクである韓国国防研究院が2016年に発刊した資料によると、北朝鮮が保有している生物兵器用の病原体は14種で、そのうち兵器化が進んでいると推定されるのは炭疽菌、ペスト、コレラ、ボツリヌス菌の4種である。